# Curtara avisara
Curtara avisara är en insektsart som beskrevs av Delong 1980. Curtara avisara ingår i släktet Curtara och familjen dvärgstritar. Inga underarter finns listade i Catalogue of Life.